# Ulog (Kalinovik, BiH)
Ulog je mjesto u općini Kalinovik, Republika Srpska, BiH. 

## Zemljopis
Ulog je neveliko mjesto uz Neretvu. Iz Nevesinja se u ulog dolazi prelaskom Morina iz Kifina Sela. Blizu Uloga je Uloško jezero. Ulog tvori više mahala - Miralići, Piralići, Mahala, Bukve. Nema podatka po čemu je Ulog dobio ime.

## Povijest
Ovdje su brojna arheološka nalazišta, slabo istražena. Područje je vrlo bogato nekropolama stećaka. Mjesto se spominje u 15. stoljeću kao područje na kojem se nalazila carina. U blizini su srednjovjekovne utvrde Obalj i Ljušci. Ovim su krajem hodile mnoge karavane, putnici namjernici, vojske i nomadi sa stokom. Putopisac Evlija Ćelebija 1664. godine je zabilježio prolazeći kroz Ulog da je tada ovdje bilo oko 150 kuća pokrivenih kamenim pločama. Ulog je bio i sjedište općine koja je postojala do 1963. godine, kada je ukinuta i a dijelovi te bivše općine razdijeljeni između općina Kalinovik i Nevesinje.
Početkom 20. stoljeća, katolici borčanskog kraja htjeli su izgradnju crkve za svoj dio župe. Trebala je biti u Klinji, no već pripremljenu gradnju crkve omeo je rat i na crkvu se čekalo preko dvadeset godina. Umjesto u Klinji, politika je odlučila da se filijalna crkva za borčanski dio nevesinjske župe u Ulogu, i to na Lučinama. Ulog je bio sjedište kotarske ispostave, imao je osnovnu školu i žandarsku vojarnu. 
Razlog zašto je crkva sagrađena u Ulogu je i taj što su trgovci iz Uloga Uroš Doder i ostali, te službenici iz tih javnih ustanova pretegli u ovoj odluci mjesta gradnje te je odlučeno da se crkva podigne u Ulogu, i to na Lučinama. Dok se skupljalo dragovoljne priloge za podići crkvu, prikupljatelji su nailazili na dobar odaziv. Ljudi su rado davali, kako je tko mogao, novcem ili u živom blagu. Izgleda da kao da su ljudi to jedva dočekali, jer se osjećalo nadolazeće vrijeme procvata i napretka, a da su za njima zauvijek ostala vremena kad su planištari i Humljaci s puškom u ruci čuvali svoja stada i obrađivali planinske imetke i kad su njihovi djedovi i očevi morali bježati i nastanjivati se po drugim planinama. Katolička crkva u Ulogu izgrađena je za župnikovanja fra Božidara Ćorića 1937. godine i posvećena sv. Ani, majci Blažene Djevice Marije. Sagrađena crkva je filijalna crkva župe u Nevesinju. Pripala su joj sela Obadi, Tomišlja, Cerova, Baketa, Boljuni i Obalj, ukupno 360 katolika. Novosagrađenu crkvu blagoslovio je biskup Alojzije Mišić. Za svetkovinu sv. Ane svake se godine u srpnju priređivalo svečano misno slavlje i vjernici su se u velikom broju okupljali sa svih strana. Tako je okrunjen život Hrvata katolika na ovim stranama. Danas se redovito uz ime sv. Ane spominje i njezin muž sv. Joakim.
U Drugom svjetskom ratu Hrvati katolici Gornje Hercegovine teško su stradali. Tih su godina gotovo potpuno nestali. Godina 1942. ubijeno je i nestalo, bacanjem u hladnu Neretvu, mnogo župljana, među kojima i tek rođena djeca. Spomen-ploča u crkvi svjedoči o tom događaju.
Godina 1942. bila je teška za uloške katolike, a tad je ubijeno 18 osoba prezimena Konjevod, i 1 osoba prezimenom Šutalo. Dosta preživjelih se 1946. godine vratilo se unatoč tolikih stradanja u kraju i patnje na svoja imanja, no snažni pritisci učinili su da su napustili svoju djedovinu i raselili se diljem svijeta. U poraću je tako val iseljavanja zahvatio čitav ovaj kraj, no odseljenici su održavali cijelo vrijeme vezu s rodnim krajem. Dio župljana preživio je. I oni i potomci žive danas u južnim krajevima Hercegovine, drugi su se raselili po Slavoniji, a poneki i dalje po svijetu. Ipak, stari kraj, svoju crkvu, groblja i grobišta ne zaboravljaju, pa danas svake godine na svetkovinu sv. Ane i sv. Joakima u Ulogu bude do 500 vjernika sa svih strana i brojnih zemalja, a podrijetlom iz uloškog kraja. Ratnih godina teško je stradala toliko čekana crkva sv. Ane i u takvom ruševnom izdanju stajala je sve do 1973. godine. Tada je nevesinjski župnik fra Grga Martić pokrenuo aktivnosti za njezinu obnovu.
Na popisu iz 1961. godine, općina Ulog imala je 5.104 stanovnika, od čega 2.778 Srba (54,42%), ostalo uglavnom Bošnjaka.

## Religija
Crkva sv. Ane i Joakima i katoličko groblje.
Uz cestu prema Ulog su brojne nekropole stećaka.

## Stanovništvo
Dok je Ulog bio općina, obuhvaćao je naselja: Bak, Cerova, Dubrava, Galići, Igri, Jablanići, Jezero, Klinja, Kovačići, Kruščica, Lončari, Ljusići, Mekoča, Melečići, Mjedenik, Nedavić, Obadi, Obalj, Obrnja, Plačikus, Pločnik, Poda, Porija, Presjedovac, Pridvorica, Rajac, Rastovac, Sela, Stambelići, Strane, Susječno, Tmuše, Tomišlja, Trešnjevica, Trnovica, Tuhobić i Ulog.
| Stanovništvo općine Uloga |       |
| godina popisa             | 1961. |
| Hrvati                    | 44    |
| Srbi                      | 2778  |
| Muslimani                 | 2119  |
| Crnogorci                 | 5     |
| Jugoslaveni               | 156   |
| ostali                    | 2     |
| ukupno                    | 5104  |

| Ulog          |             |              |              |       |
| godina popisa | 1991.       | 1981.        | 1971.        | 1961. |
| Hrvati        |             |              | 1 (0,344%)   | 5     |
| Srbi          | 38 (37,25%) | 88 (42,93%)  | 133 (45,70%) | 248   |
| Muslimani     | 64 (62,75%) | 110 (53,66%) | 149 (51,20%) | 125   |
| Crnogorci     |             | 4 (1,951%)   | 4 (1,375%    | 2     |
| Jugoslaveni   |             |              |              | 90    |
| ostali        |             | 3 (1,463%)   | 4 (1,375%)   |       |
| ukupno        | 102         | 205          | 291          | 470   |

## Vanjske poveznice
- Crkva na kamenu Ulog – Sveta Misa na sv. Anu
- Crkva na kamenu Ulog – Sveta Misa na sv. Anu
- Župa Uznesenja BDM, Nevesinje Ulog - Crkva sv. Ane
- Župa Uznesenja BDM, Nevesinje Stare fotografije Uloga i Borča